# John Williams (Bounty)
John Williams, jedan od pobunjenika s broda Bounty, rodom s otoka Guernsey u Engleskom kanalu.
Nakon pobune na brodu Bounty, 28. travnja 1789. s ostalim pobunjenicima vraća se na Tahiti, gdje mu se pridružuje Tahićanka Faahotu. S Tahitija pobunjenici odlaze na otok Pitcairn. Williams je među pobunjenicima bio na glasu po svojoj umješnosti u raznim poslovima, a među ostalim radio je kao kovač. Njegova pratilja i "formalno" supruga Faahotu ubrzo je umrla. Iako točan razlog njene smrti nije poznat, spominje se pad s litice prilikom sakupljanja ptičjih jaja.
Nakon smrti Faahotu Williams se oženio s Toofaiti (eng. Nancy), koja je prije bila pratilja Tahićanina Tararoa. Taj čin će dovesti do rata između Tahićana i Engleza te smrti gotovo svih naseljenika Pitcairna.